# Epheszoszi Alexandrosz
Epheszoszi Alexandrosz (i. e. 1. század) görög költő, történetíró, mellékneve Luknosz.
Életéről szinte semmit sem tudunk. I. e. 60 körül alkotott, történetíró, illetve egy csillagászati és egy földrajztudományi tanköltemény szerzője volt. Műveiből csupán néhány sor maradt fenn.